# باربرا كيندال
باربرا كيندال (بالإنجليزية: Barbara Kendall)‏ هي متسابقة يخت نيوزيلندية، ولدت في 30 أغسطس 1967 في Papakura District ‏ في نيوزيلندا.

## وصلات خارجية
- الموقع الرسمي
- باربرا كيندال على موقع الاتحاد الدولي للملاحة الشراعية (موقع جديد) (الإنجليزية)
- باربرا كيندال على موقع الاتحاد الدولي للملاحة الشراعية (موقع قديم) (الإنجليزية)
- باربرا كيندال على موقع اللجنة الأولمبية الدولية (الإنجليزية)
- باربرا كيندال على موقع أوليمبيديا (الإنجليزية)
- باربرا كيندال على موقع اللجنة الأولمبية النيوزيلندية (الإنجليزية)
- باربرا كيندال على موقع قاعة نيوزيلندا للمشاهير الرياضية (الإنجليزية)